# Apoclausirion
Apoclausirion is een kevergeslacht uit de familie van de boktorren (Cerambycidae). De wetenschappelijke naam van het geslacht werd voor het eerst geldig gepubliceerd in 1992 door Martins & Napp.

## Soorten
Apoclausirion is monotypisch en omvat slechts de volgende soort:
- Apoclausirion nigricorne Martins & Napp, 1992